# Alice Garrigoux
Alice Garrigoux (1917-2016) est une archiviste et historienne française.

## Biographie
Fille de Fernand Garrigoux, Alice Garrigoux naît le 23 juillet 1917 à Aurillac. Archiviste paléographe (promotion 1939), licenciée ès lettres et titulaire du diplôme technique de bibliothécaire, fait ses débuts la même année à la bibliothèque du Sénat, puis entre en 1940 à la Bibliothèque nationale. Après la Seconde Guerre mondiale, elle est recrutée par Charles de Gaulle pour organiser les archives de la France libre ; elle restera à temps partiel, durant de longues années, chef du service des archives de la présidence de la République.
Elle devient ensuite chef du service de l’histoire de France à la Bibliothèque nationale, puis conservateur en chef à la direction des Bibliothèques et de la lecture publique, et directeur du Service de la lecture publique en 1967. De 1975 à 1982, elle dirige la Bibliothèque municipale de Versailles et est affectée au musée Lambinet. Elle est conservateur en chef honoraire en 1985.
Durant sa carrière, elle milite au Confédération française des travailleurs chrétiens (CFTC), puis à la Confédération française démocratique du travail (CFDT).
Membre de l'Académie de Versailles, elle en est secrétaire adjoint de 1975 à 1984.
À 92 ans, elle utilise régulièrement et « avec bonheur » internet. Elle meurt à Aurillac le 11 septembre 2016, à 99 ans.

## Décorations
Elle est faite commandeur des Palmes académiques en 1972, officier de l'ordre national du Mérite en 1973 et officier de la Légion d'honneur en 1991.

## Ouvrages
- Avec Suzanne Honoré, Catalogue général des livres imprimés de la Bibliothèque nationale : actes royaux : Louis XIV (1700-1715), t. IV, Paris, Imprimerie nationale, 1950 (BNF 32255818).
- Avec Madeleine Laurain et Edmond Pognon (préf. Julien Cain), Saint-Simon, 1675-1755, Paris, Bibliothèque nationale, 1955, 123 + 8 (BNF 37065178).
- Avec et Madeleine Laurain-Portemer (préf. Julien Cain), Mazarin, homme d'Etat et collectionneur, 1602-1661, Paris, Bibliothèque nationale, 1961, 232 + 8 (SUDOC 071796967).
- Avec Lise Dubief et Nicole Villa (préf. Étienne Dennery), Talleyrand, Paris, Tournon, 1965, XX + 153 + 15 (BNF 37065222).
- La Lecture publique en France, Paris, La Documentation française, coll. « Notes et études documentaires » (no 3948), 1972, 47 p. (BNF 39770990).
- Un Service de la lecture publique” au ministère de l’Éducation nationale : création et premiers pas de 1967 à 1975, entretien avec Alice Garrigoux. Propos recueillis par André THILL. BIBLIOthèque(s) : revue de l’Association des bibliothécaires français, 2006, n°28, pages 75‑78

### Traduction
- Arsène Lacarrière-Latour (trad. de l'anglais), La Guerre sur les rives du Mississipi ou Comment l'armée de Jackson mit en échec les troupes anglaises en Louisiane : récit et observations d'un ancien combattant, officier du génie [« Historical Memoir of the War in West Florida and Louisiana in 1814-1815 »], Aurillac, mairie d'Aurillac, 1994, 176 p. (BNF 36154052).